# Cross of Valour (Australia)
La Cross of Valour è  un'onorificenza australiana.

## Storia
L'onorificenza è stata istituita il 14 febbraio 1975 ed è stata assegnata per la prima volta nel 1989. È la più alta onorificenza australiana al coraggio. Fino ad ora è stata assegnata a cinque civili australiani e, sebbene non ci sia stato alcun beneficiario militare, sarebbero ammissibili in situazioni in cui le normali onorificenze militari non si applicano.
La Cross of Valor viene assegnata "solo per gli atti di coraggio più evidenti in circostanze di estremo pericolo". Dà diritto all'uso del post-nominale CV e può essere assegnata postuma.

## Indennità
Il Dipartimento per gli affari dei veterani può concedere un'indennità, denominata indennità di decorazione, a un veterano che abbia ottenuto la Cross of Valour se riceve una pensione ai sensi della parte II del Veterans Entitlements Act del 1986 e se il premio è stato assegnato durante una guerra a cui si applica la legge precedentemente citata o durante operazioni belliche. Finora non ci sono stati premi della Cross of Valor durante guerre o operazioni belliche come richiesto dalla legge. L'indennità è pari a 2,10 dollari ogni due settimane dal momento che l'imposta sui beni e servizi in Australia è iniziata il 1º luglio 2000.

## Insegne
- Il distintivo è una croce patente d'oro con raggi decrescenti tra i bracci. È attaccata alla barra con un corona di sant'Edoardo. Sul dritto vi è lo stemma dell'Australia sormontato da una stella della Federazione. Sulla barra sono incise le parole "FOR VALOUR".
- Il nastro è largo 38 mm ed è di colore magenta con una fascia centrale rosso sangue di 16 mm. I due rossi rappresentano i colori del sangue venoso e arterioso.

## Insigniti
Ad oggi, la Cross of Valor è stato assegnata a cinque persone.
1989
- Sig. Darrell Tree, capitano della Mount Damper Fire Brigade - Ha salvato un bambino di tre anni dalla folgorazione.[3][4][5]

1995
- Sig. Victor Boscoe - Ha inseguito e arrestato dei ladri armati a Strathpine.[3][6]

1998
- Senior Constable Allan Sparkes - Ha salvato un ragazzo da un sotterraneo allagato.[3][7][8]

2003
- Senior Constable Timothy Britten - È entrato nella discoteca bombardata di Bali per salvare una donna gravemente ferita e poi ha continuato a cercare i sopravvissuti, nonostante le ferite personali e le esplosioni in corso.[3][9]
- Sig. Richard Joyes - È entrato nella discoteca bombardata di Bali per salvare una donna gravemente ferita e poi ha continuato a cercare i sopravvissuti, nonostante le ferite personali e le esplosioni in corso.[10][11]